# Carpineto Romano
Carpineto Romano es una localidad y comune italiana de la provincia de Roma, región de Lacio, con 4.799 habitantes. En ella nació el papa León XIII.

## Evolución demográfica
| Gráfica de evolución demográfica de Carpineto Romano entre 1861 y 2001 |
|                                                                        |
| Fuente ISTAT - elaboración gráfica de Wikipedia                        |